# Hermann Jung (Schriftsteller)
Hermann Jung, Pseudonyme: Erich von Ehrenfels-Meiringen, Jan von Werth (* 12. August 1901 in Rheinbrohl; † 29. März 1988 in Gemünden am Main), war ein deutscher Journalist und Schriftsteller.

## Leben
Hermann Jung war der Sohn eines Schulrektors. Er wuchs in Duisburg auf, absolvierte eine Lehrerausbildung und wirkte von 1922 bis 1924 als Lehrer. Anschließend wechselte er zum Journalismus. Er war Volontär und anschließend Redakteur beim Duisburger General-Anzeiger. Später war er als Journalist in Köln und Frankfurt am Main tätig und unternahm ausgedehnte Fernreisen als Reporter. Jung war Spanienkorrespondent mehrerer deutscher Zeitungen und wurde nach dem Ende des Zweiten Weltkriegs in Spanien interniert; 1946 kehrte er nach Deutschland zurück.
Von 1952 bis 1957 leitete Hermann Jung die Feuilletonredaktion der Allgemeinen Zeitung in Mainz, zugleich war er Chefredakteur der Fachzeitschrift Der deutsche Weinbau. Ab 1957 lebte er als freier Schriftsteller in Gemünden am Main.
Hermann Jung verfasste in den 1920er und 1930er Jahren neben seiner journalistischen Tätigkeit humoristische Romane. Ab 1936 veröffentlichte er eine Reihe von Romanen und Reisereportagen, die als Teil der nationalsozialistischen Propaganda anzusehen sind und meist im parteieigenen Düsseldorfer „Völkischen Verlag“ erschienen; allein der Band Neutralität in Fesseln wurde in einer Auflage von 200.000 Exemplaren verbreitet. Sämtliche Bücher Jungs aus dieser Phase standen 1948 in der Sowjetzone auf der „Liste der auszusondernden Literatur“.
Nach 1945 veröffentlichte Jung nur noch vereinzelt erzählende Werke und einige Bände mit Reiseberichten; der Schwerpunkt seines Schaffens lag nunmehr auf kulturgeschichtlichen Werken zu den Themen Bier und Wein; auch seinem Hobby, dem Sammeln von Autographen, widmete er einen Band.
Hermann Jung wurde 1978 mit der Silbermedaille der Gastronomischen Akademie Deutschlands und 1981 mit dem Deutschen Weinkulturpreis ausgezeichnet.

## Werke
- Die Vogelfreien der Bönninghardt, Duisburg 1929
- Zwischen Himmel und Kölner Dom, Köln 1930
- Armee auf Schleichwegen, Köln 1932
- Heinebein, Köln 1932
- Kunibert der Fiese, Köln 1932
- Lindenwirtin, du junge!, Warendorf 1933
- Fischers Maathes und seine Kumpane, Borna [u. a.] 1936
- Geschändete Jugend, Düsseldorf 1936
- Die Schreckenstage der Katja Suchominow, Mainz 1938
- Teufel, Tempel, Tropenkoller, Mainz 1938
- Die rot-weiße Sphinx, Düsseldorf 1939
- Neutralität in Fesseln, Düsseldorf 1940
- Von Meer zu Meer, Düsseldorf 1940
- Sklaven der Convoys, Düsseldorf 1941
- Wenn man beim Wein sitzt, Nürnberg 1943
- Verliebte Weinreise, Rüdesheim am Rhein 1948
- Meines Freundes Frau, Lübeck 1949 (unter dem Namen Erich von Ehrenfels-Meiringen)
- Dschungel, Dschunken, Menschenjäger, Frankfurt a. M. 1950
- Vabanque zu viert, Frankfurt a. M. 1950
- Vampire des Urwalds, Frankfurt a. M. 1950
- Der lachende Wein, Duisburg 1951
- Nico Halbstück, Frankfurt a. M. 1952
- Gambrinus, Duisburg 1953 (unter dem Namen Erich von Ehrenfels-Meiringen)
- Unsterblicher Bacchus, Duisburg 1955
- Arabien im Aufbruch, München 1958
- Treibhaus Westindien, München 1959
- Wein in der Kunst, München 1961
- Landschaft am Niederrhein, Duisburg 1962 (zusammen mit Otto Marx)
- Traubenmadonnen und Weinheilige, Duisburg 1964
- Bier – Kunst und Brauchtum, Dortmund 1966
- Der Fetzer, Duisburg 1966
- Visitenkarten des Weines, Duisburg 1966
- 3000 Jahre Bocksbeutel, Würzburg 1970
- Närrische Volkskunst, Duisburg [u. a.] 1970
- Ullstein-Autographenbuch, Frankfurt/M. [u. a.] 1971
- Trinke und lebe, Dortmund 1973
- Wein-Exlibris aus 21 Ländern, Würzburg 1973
- Der rheinische Leckerfreß, Moers 1976

## Herausgeberschaft
- Gelächter über eine zerbrochene Welt, Düsseldorf 1940
- Rheinland, wie es lacht, Frankfurt am Main 1971